# Carl Axel Arrhenius
Carl Axel Arrhenius (Estocolmo, 29 de Março de 1757 — 20 de Novembro de 1824) foi um militar, mineralogista e químico sueco que se notabilizou pela descoberta numa pedreira de Ytterby, Suécia, do mineral ytterbite (também conhecido por gadolinite), a partir do qual se iniciou a descoberta das terras raras. Teve um papel fundamental no isolamento do elemento químico ítrio. Foi neto de Jakob Arrhenius.

## Biografia
C. A. Arrhenius nasceu em Estocolmo, tendo enveredado pela vida militar. Depois de privar com Peter Jacob Hjelm, director do laboratório da Contrastaria Real Sueca, ganhou um grande interesse pela Química e pela Mineralogia, passando a recolher amostras de minerais em pedreiras e outros locais onde a sua actividade como oficial de artilharia lhe permitiam visitar.
Depois de tomar parte na Campanha da Finlândia de 1788 da Guerra Russo-Sueca de 1788-1790, Arrhenius era tenente no Svea artilleriregemente (Regimento de Artilharia de Sueônia), estacionado em Vaxholm, quando fez as suas descobertas relacionadas com o ítrio e as terras raras. A descoberta ocorreu quando visitava as minas de feldspato de Ytterby, tendo aí encontrado um mineral escuro, a que deu o nome de ytterbite, enviando uma amostra para Johan Gadolin da Universidade de Turku (então Åbo) para análise, desencadeando o processo que levaria à descoberta do grupo químico das terras raras.  